# 莒叔姬
莒叔姬，春秋时期鲁国人，鲁庄公的女儿，莒国大夫莒慶的夫人。
前667年（周惠王十年、鲁庄公二十七年）冬，莒慶来鲁国迎娶叔姬，其后事不详。根据《左传》后文解释前604年，高固来鲁国迎娶子叔姬，因卿为自己亲自来迎娶，所以《春秋》记载为“逆叔姬”。